# Коваль Юрій Андрійович
Юрій Андрійович Коваль (нар. 17 січня 1942, Новомиргород) — український письменник. Головний редактор журналу «Дзвін». Батько Дзвінки Коваль. Живе і працює у Львові.

## Біографія
Юрій Коваль народився в Новомиргороді. 1960 року вступив на факультет журналістики Львівського університету, випускником якого став у 1965-му. Був літпрацівником новомиргородської районної газети «Ленінець» (нині «Новомиргородщина») (нині «Новомиргородщина»), а з 1966-го й досі працює в редакції львівського журналу «Дзвін». У 1966—1973 роках працював завідувачем відділу поезії, а водночас вів рубрики «Пошук», «Мистецька палітра» та розділ гумору й сатири, з 1973-го був відповідальним секретарем. У 2014-му обійняв посаду головного редактора «Дзвону». 1970 року став членом Національної спілки письменників України.
Одружений з Ярославою Коваль (* 1946). У подружжя дві дочки — перекладачка Дзвінка Коваль-Гнатів (* 1967) і журналістка Ярина Коваль (* 1971).

## Творчість
Юрій Коваль дебютував у 1957-му байкою «Груша». 1962 року надрукувався в колективному збірнику «Весняне зілля», у передмові до якого Максим Рильський написав: «Проза, вміщена в збірнику, позначена в основному тими рисами, що й поезія молодих авторів: щирістю, якістю думок та почуттів і ясністю їх вислову, любов'ю до людини, до життя. Бачимо в ній ніжні й теплі зарисовки живого життя в образках Юрія Коваля…». У збірці оповідань і новел «Віднайдена фея» (К., 1965), «Зелена Україна» (Л., 1966), «Гармонія» (К., 1969) переважають мотиви людяності, дружби, кохання, неповторності дитячого світу. Автор тяжіє до психологічно окреслених характерів; його творчій манері притаманні лаконізм, асоціації, задушевність, ніжність, ліризм. Роман «І ріки впадуть у море» (окремі розділи надруковано у журналі «Дзвін», 2007, ч. 1) присвячений Львову.
Автор краєзнавчих нарисів «Львів» (Л., 1975), «Аптека-музей у Львові» (Л., 1976), документальної повісті «Село, а над ним — лелеки» (К., 1979), книжок «Цей лагідний, лагідний світ…», «Одвічна клятва: Прозо-поема» (обидві — Л., 2011).
Окремі новели К. перекладено французькою («І люди помиляються», опубліковано у книжці «La nouvelle vaque litteraire en Ukraine» / «Нова літературна хвиля на Україні», Париж, 1967; переклад М. Маслової), чеською («Сон», вміщено у журналі «Mladý svet», 1964, ч. 34; переклад О. Єлінека), угорською, російською, хакаською, латиською та молдавською мовами.

## Твори
- «Львів» (Л., 1975), нариси
- «Аптека-музей у Львові». — Львів: Каменяр, 1976. — 46 с., ілюстрований нарис
- «Село, а над ним — лелеки». — К., 1979, документальна повість
- «Цей лагідний, лагідний світ…». — Львів: Апріорі, 2011. — 575 с.
- «Одвічна клятва: Прозо-поема». — Львів: Апріорі, 2011

## Нагороди
- Грамота Президії Верховної Ради УРСР
- 2012 — Обласна премія в галузі культури імені Богдана Лепкого (номінація «Проза») — за книжку «Цей лагідний-лагідний світ»[4]

## Зовнішні зв'язки
- Надія Пастернак. «Редактор „Дзвону“: У нас демократія, яку не так зрозуміли». Сайт «Вголос», 03.09.2014. Прочитано 29.01.2017
- Данило Кононеко. «Майстер новели». Сайт газети «Кримська світлиця», 08.03.2013. Прочитано 29.01.2017 [Архівовано 2 Лютого 2017 у Wayback Machine.]